# Société française d’accompagnement et de soins palliatifs
La société française d’accompagnement et de soins palliatifs (SFAP) est une association française de type loi 1901 qui regroupe les principaux acteurs français du mouvement de soins palliatifs. Créée en 1990, elle est reconnue comme société savante par les pouvoirs publics, puis d'utilité publique en 2008. Elle prend régulièrement position contre l'euthanasie.

## Histoire
L'association est créée en février 1990. Le congrès de l'association, d'abord organisé tous les deux ans, devient annuel à partir de 2002. Cet événement réunit un grand nombre d’acteurs du secteur pour réfléchir et débattre des soins palliatifs et de l'accompagnement
En 1992 l'association développe un partenariat avec la Fondation de France et s'installe à la maison médicale Jeanne Garnier où elle loue ses locaux.
Depuis 2021, la Société française d’accompagnement et de soins palliatifs est présidée par Claire Fourcade. Elle succède à Anne de la Tour, Régis Aubry, Daniel d'Hérouville, Vincent Morel, Olivier Mermet, Gilbert Desfosses, Michèle Salamagne et Maurice Abiven.

## Activités

### Soins palliatifs
L'association milite pour une meilleure formation, et pour une hausse des moyens consacrés aux soins palliatifs.
Elle mène en 2017 une campagne de sensibilisation aux directives anticipées. En 2017, sa présidente estime que « la sédation profonde et continue jusqu'au décès est quelque chose qui se fait de manière exceptionnelle. Le danger, ce serait de la banaliser ». En 2023, l'association mène une campagne qui vante les soins palliatifs.

### Opposition à l'euthanasie
Elle milite également contre l'euthanasie, notamment après le décès d'Anne Bert, ou contre l'avis du Conseil économique, social et environnemental en 2018, en indiquant que « la loi Claeys-Leonetti [...] représente le point d’équilibre de notre société sur la question de la fin de vie ». En 2022, la SFAP appelle à un débat sur la fin de vie et appuie la création de la Convention citoyenne. En 2023, à la suite de l'avis du Conseil consultatif national d’éthique (CCNE) selon lequel il y a « une voie pour une application éthique d’une aide active à mourir », elle prend position contre l'euthanasie et le suicide assisté en affirmant que « donner la mort n’est pas un soin ». Le Nouvel Obs décrit la SFAP comme le principal lobby anti-euthanasie en France.

### Lobbying
La société française d’accompagnement et de soins palliatifs est inscrite au registre des représentants d'intérêts de la Haute autorité pour la transparence de la vie publique et déclare à ce titre en 2022 des dépenses annuelles de lobbying comprises entre 10 000 et 25 000 euros.

## Congrès de la SFAP
Chaque année, la SFAP organise un congrès qui rassemble ses adhérents et les soignants ou acteurs des soins palliatifs. Des élus et personnalités politiques sont également invités. L'édition 2023 se déroulait à Nantes en juin 2023 et a donné lieu, selon La Croix, à un « dialogue de sourds » avec la Ministre des Professionnels de santé, Agnès Firmin Le Bodo,.

## Critiques
Selon Mediapart, l'association prétend, dans sa communication, à une représentativité qu'elle n'a pas.
L'ancien président de l'association, Régis Aubry, indique que celle-ci est, en 2023, opposée à toute évolution du droit et se retranche derrière un registre partisan. Pour la neurologue Valérie Mesnage, l'association délivre un discours culpabilisant et violent.
Pour Charlie Hebdo, la Sfap prend des positions proches de celles de l’Église catholique. Sa présidente Claire Fourcade a reçu le prix de l’Académie catholique de France. Agatha Zielinski, qui dirige le collège des usagers du système de santé et des personnalités qualifiées, est une sœur de la congrégation la Xavière. 
Pour Libération, l'association, décrite comme très conservatrice, est « soutenue en sous-main par la mouvance catholique "pro-life" ». 